# Everett Rogers
 (juin 2010).
Si vous disposez d'ouvrages ou d'articles de référence ou si vous connaissez des sites web de qualité traitant du thème abordé ici, merci de compléter l'article en donnant les références utiles à sa vérifiabilité et en les liant à la section « Notes et références ».
Everett Rogers (6 mars 1931 - 21 octobre 2004) est un sociologue et statisticien américain célèbre pour sa théorie de la diffusion des innovations, développée dans son livre  Diffusion of Innovations, dont la première édition remonte à 1962 et qui en était en 2003 à sa 5e édition.
On y trouve, en particulier, après la réflexion célèbre de Machiavel sur le changement, l'exemple du refus de l'adoption de la disposition Dvorak pour les claviers de machine à écrire pourtant plus ergonomique que la disposition Azerty.
Il définit l'innovation comme « le processus par lequel une innovation est communiquée, à travers certains canaux, dans la durée, parmi les membres d’un système social ».
Si même son analyse statistique des comportements d'adoption d'une innovation est partiellement infirmée aujourd'hui par des cas comme le téléphone mobile, sa réflexion demeure incontournable[réf. nécessaire].